# Westmeston
Westmeston is een civil parish in het bestuurlijke gebied Lewes, in het Engelse graafschap East Sussex met 343 inwoners.